# Kodeks Augiański
Kodeks Augiański (łac. Codex Augiensis) – dwujęzyczny grecko-łaciński rękopis Nowego Testamentu, na pergaminie. Grecki tekst oznaczany jest przez sigla Fp, 010 (Gregory-Aland), α 1029 (von Soden), tekst łaciński oznaczany jest przy pomocy f lub 78 (Beuron). Tekst grecki pisany jest późną uncjałą, tekst łaciński minuskułą. Paleograficznie datowany jest na IX wiek, zawiera Listy Pawła. Skryba posiadał słabą znajomość języków, w których pisał i popełnił wiele błędów. 
Zarówno tekst grecki jak i łaciński Listów Pawła reprezentują zachodnią tradycję tekstualną. List do Hebrajczyków jest tylko w języku łacińskim i reprezentuje Wulgatę. 
Nazwa kodeksu pochodzi od nazwy klasztoru Augia Maior na wyspie Augia (dzisiaj Reichenau) na jeziorze Bodeńskim, gdzie powstał kodeks. Pod względem tekstualnym jest pokrewny dla Kodeksu Boerneriańskiego, któremu ustępuje pod względem atrakcyjności, ale przekazuje lepszy tekst. Kodeks cytowany jest w krytycznych wydaniach greckiego Nowego Testamentu.

## Opis
Zawiera Listy Pawła w języku greckim i łacińskim, na 136 pergaminowych kartach (23 na 19 cm). Na lewej stronie kodeksu jest zawsze tekst grecki, na prawej zaś – łaciński (Boernerianus jest interlinearny). List do Hebrajczyków jest tylko po łacinie (Boernerianus w ogóle nie zawiera tej księgi). Zawiera pięć luk w tekście (Rz 1, 1–3, 19; 1 Kor 3, 8–16; 6, 7–14; Kol 2, 1–8, Flm 21–25), brak greckiego tekstu Listu do Hebrajczyków. 
Tekst pisany jest w dwóch kolumnach na stronę, 28 linijkach w kolumnie. Litery nie są wielkie, brak przydechów i akcentów, stosuje dierezę. Stosuje inicjały, pierwsza linijka każdej księgi pisana jest na czerwono. Zarówno tekst grecki jak i łaciński są pięknie kaligrafowane, jednak tekst grecki wskazuje na niekompetencję skryby. Kształt greckich liter wskazuje na to, że skryba, pomimo iż stosował piękną kaligrafię, nie miał wyrobionej ręki w pisaniu po grecku. Tekst łaciński pisany jest minuskułą charakterystyczną dla czasów Karola Wielkiego – karoliną. Tekst grecki pod względem paleograficznym jest trudniejszy do datowania. W 1 Kor 7,4 ponad greckim słowem εξουσειαζει (rozporządza) skryba umieścił dla wyjaśnienia niemieckie słowo „waltet”. Nota pochodzi od oryginalnego skryby i wskazuje, że ojczystym językiem skryby niemal na pewno był niemiecki. 
Skryba w tekście greckim często myli ι z ει, ε z αι, ο z ω, ε z η, η z υ, ι z υ, δ z θ, θ z τ, π z β, κ z χ. Grecka litera π bywa mylona z łacińską p (w 1 Tm 2,1). Spacje bywają stawiane w środku greckich słów. Mylone są również i inne litery (delta z alfą, lambda z alfą, lambda z deltą). Wszystko to wskazuje na słabą znajomość języka greckiego przez skrybę. W tekście łacińskim litera b mylona jest z literą p, litera d z t. Mylone są litery u z y, w 1 Kor 16,16 występuje słowo karissimus (zamiast carissimus). Tekst zawiera wiele korekt, ale tylko nieliczne pochodzą od oryginalnego skryby, większość pochodzi od późniejszych korektorów.

Greckie nomina sacra są trzyliterowe i podobne do stosowanych przez Boernerianus (ΙΗΥ, ΙΗΝ, ΧΡΥ, ΧΡΝ), jakkolwiek skróty dwuliterowe są częściej stosowane. Nomina sacra tekstu łacińskiego pisane są po grecku. Stosuje ligatury. Na ostatniej karcie rękopisu, skryba napisał: 

Tu domine uniuersorum. qui nullam habes indigentiam.

## Tekst

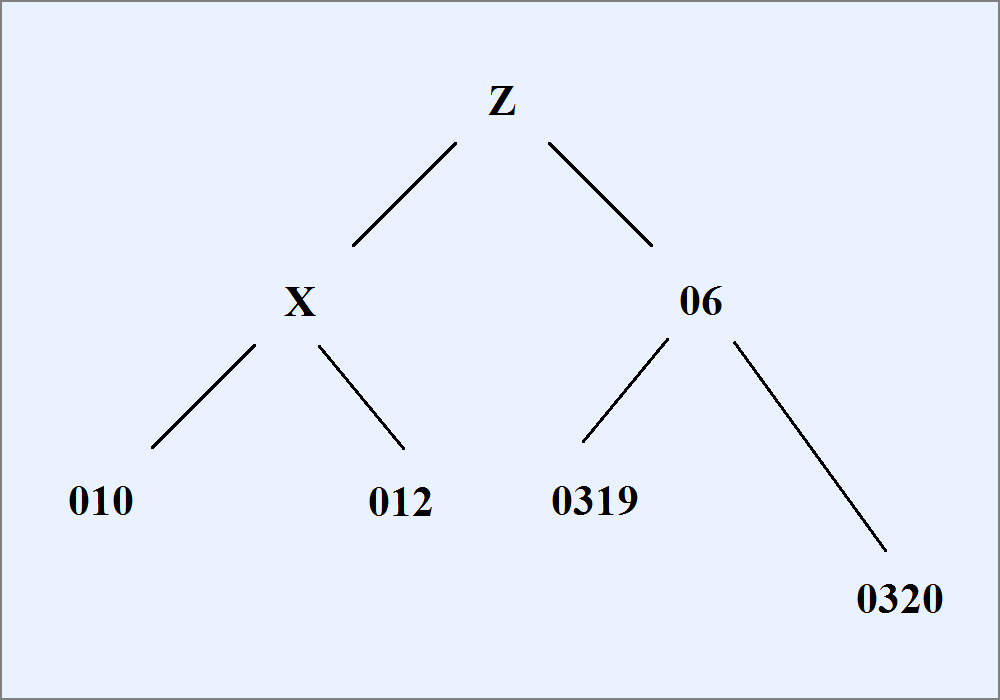
Zależność grecko-łacińskich rękopisów NT w Listach Pawła (06 – Claromontanus, 010 – Augiensis, 012 – Boernerianus, 0319 – Sangermanensis, 0320 – Waldeccensis, Z oraz X – hipotetyczne rękopisy)

Grecki tekst rękopisu przekazuje tekst Listów Pawła według zachodniej tradycji tekstualnej. Kurt Aland dał mu następujący profil tekstualny 431, 111/2, 892, 70S. Profil ten oznacza, że według Alanda kodeks wspiera tekst bizantyński w 43 miejscach profilowych, w 11 miejscach jest zgodny zarówno z tekstem bizantyńskim jak i oryginalnym, wspiera tekst oryginalny w 89 miejscach, ponadto posiada 70 sobie właściwych wariantów (Sonderlesarten). W oparciu o ten profil Aland zaklasyfikował go do kategorii II, podczas gdy bardzo mu pokrewny Kodeks Boerneriański do kategorii III (profil 441, 131/2, 882, 66S).
Grecki tekst kodeksu jest bardzo bliski dla Boernerianus, ale Augiensis jest wyżej oceniany, o czym świadczy II kategoria Alanda (Boernerianus – III kategoria).
Grecki tekst kodeksu jest do tego stopnia podobny do Kodeks Boerneriańskiego (tekst łaciński jest różny), że przypuszczano dawniej (Wettstein), że oba zostały przepisane z tego samego rękopisu. Nawet luki w tekście obu rękopisów pokrywają się, z wyjątkiem pierwszej, która w Kodeksie Augiańskim jest bardziej obszerna i obejmuje sobą dwie luki z Kodeksu Boerneriańskiego. F.H.A. Scrivener wyliczył jednak 1982 różnice tekstualne zachodzące pomiędzy obu kodeksami. 578 uznał za błędy kopisty, 967 wynika ze zmiany samogłosek (włączając itacyzm), 166 dotyczy zmiany spółgłosek, 71 ma charakter gramatyczny, 32 – brak lub obecność rodzajnika, a 168 – usunięcie wariantów. Rzeczywistych wariantów jest ok. 200, z których 32 to rezultat opuszczenia lub dopisania rodzajnika. Różnice nie są wielkie, ale wspólnego przodka (X) należy przesunąć, o jedno albo dwa ogniwa wstecz.
Tekst łaciński Listów Pawła reprezentuje starołacińską tradycję tekstualną, sięgającą czasów przed-Hieronimowych. Tekst łaciński różni się od greckiego, ale reprezentuje tę samą tradycję zachodnią. List do Hebrajczyków reprezentuje tekst Wulgaty, w brzmieniu bliskim dla Kodeksu Amiatyńskiego.
Warianty tekstowe
W Rzymian 12,11 it przekazuje wariat καιρω (czasie) zamiast κυριω (Panu); wariant ten wspierany jest przez: Codex Claromontanus* (tekst grecki i łaciński), Codex Boernerianus (tekst grecki i łaciński), 5, Orygeneslat.
W Liście do Rzymian brak końcowej partii tekstu 16,25–27; opuszczenie wspierane jest przez Boernerianus, minuskuł 629 i przekład gocki.
Sekcja 1 Kor 14,34–35 umieszczona została nieco później, po 1 Kor 14,40, co jest charakterystyczne dla rękopisów tradycji zachodniej: Claromontanus (tekst grecki i łaciński), Boernerianus (tekst grecki i łaciński), 88, oraz niektóre rękopisy Wulgaty.
1 Tymoteusza 3,16 przekazuje wariant ος (który), a nie θεος (Bóg) i był wykorzystywany przez XVIII-wiecznych krytyków tekstu jako argument przeciwko autentyczności Textus receptus (Wettstein, Griesbach).

## Historia
Na końcu Listu do Hebrajczyków (folio 139 verso) znajduje się swego rodzaju postscriptum zawarte również w „Dicta Abbatis Pinophi”, dziele Rabanusa Maurusa, arcybiskupa Mayence (zm. w 856). Z tego powodu kodeks odnoszony jest do wieku IX. Prawdopodobnie powstał nieco później niż Boernerianus (wskazuje na to bardziej obszerna pierwsza luka). Powstał w klasztorze Augia Maior (lub Augia Dives) na wyspie Augia (dzisiaj Reichenau) na jeziorze Bodeńskim.
Podczas soboru w Konstancji wypożyczył go pewien prawnik soborowy i zapewne nie zwrócił. Stał się własnością prywatną. Jego właścicielami byli (m.in.): George Michael Wepfer oraz Ludvig Christian Mieg z Heidelbergu. W 1717 roku widział go Wettstein w Heidelbergu i dał mu siglum F. W 1718 roku nabył go Richard Bentley, profesor z Cambridge, za 250 florenów (od Miega). Na ostatniej dodanej karcie Bentley zanotował: Monasterium Augiae in Belgis ubi institutus est goddeschalcus. W 1786 roku bratanek Bentleya podarował kodeks dla Trinity College w Cambridge, gdzie jest odtąd przechowywany pod numerem katalogowym B XVII. 
Bentley jako pierwszy zauważył podobieństwo do kodeksu Boerneriańskiego. Wettstein sądził, że pismo łacińskie reprezentuje styl anglo-saksoński. John Wordsworth wskazał, że nie jest to pismo anglo-saksońskie lecz minuskuła karolińska.
Grecki tekst kodeksu badał i kolacjonował Tischendorf (1842) oraz Tregelles (1845). Scrivener w 1859 roku wydał jego tekst. Gregory widział rękopis dwukrotnie (1877 i 1883). W 1908 roku Gregory dał mu siglum 010. William Hatch w 1951 roku ponownie porównał tekst kodeksu z bliźniaczym Boernerianus.
Kodeks cytowany jest we współczesnych krytycznych wydaniach greckiego tekstu Nowego Testamentu (NA26, NA27, UBS3, UBS4). W NA27 zaliczony został do rękopisów cytowanych w pierwszej kolejności.